# Richard Thorpe
Richard Thorpe (n. 24 februarie 1896, Hutchinson, Kansas, SUA – d. 1 mai 1991, California, SUA) a fost un regizor american. Este cel mai cunoscut pentru lunga sa carieră la Metro-Goldwyn-Mayer.

## Filmografie

### Ca regizor
- Rarin' to Go (1924)
- Gold and Grit (1925)
- The Bandit Buster (1926)
- The Bonanza Buckaroo (1926)
- The Dangerous Dub (1926)
- Deuce High (1926)
- The Fighting Cheat (1926)
- Rawhide (1926)
- Between Dangers (1927)
- The Interferin' Gent (1927)
- The Meddlin' Stranger (1927)
- Ride 'em High (1927)
- Soda Water Cowboy (1927)
- The Ballyhoo Buster (1928)
- Desperate Courage (1928)
- Vultures of the Sea (1928)
- The Vanishing West (1928)
- The Fatal Warning (1929)
- Border Romance (1929)
- The King of the Kongo (1929)

- The Utah Kid (1930)
- The Lady From Nowhere (1931)
- Slightly Married (1932)
- Murder at Dawn (1932)
- The Secrets of Wu Sin (1932)
- Women Won't Tell (1932)
- Forbidden Company (1932)
- The King Murder (1932)
- Escapade (1932)
- Forgotten (1933)
- Notorious but Nice (1933)
- Green Eyes (1934)
- Secret of the Chateau (1934)
- Last of the Pagans (1935)
- Strange Wives (1935)
- Tarzan Escapes (1936) cu Johnny Weissmuller și Maureen O'Sullivan
- Night Must Fall (1937) cu Robert Montgomery și Rosalind Russell
- Dangerous Number (1937) cu Ann Sothern și Robert Young
- Man-Proof (1938) cu Myrna Loy, Franchot Tone, Rosalind Russell, și Walter Pidgeon
- Love Is a Headache (1938) cu Franchot Tone
- The Crowd Roars (1938) cu Robert Taylor, Edward Arnold, Frank Morgan, și Maureen O'Sullivan
- 1938 Frou-Frou (The Toy Wife)
- 1939 The Adventures of Huckleberry Finn cu Mickey Rooney, Walter Connolly, și William Frawley
- 1939 Fiul lui Tarzan (Tarzan Finds a Son!)

- 20 Mule Team (1940) cu Wallace Beery
- Wyoming (1940) cu Wallace Beery
- The Earl of Chicago (1940) cu Robert Montgomery
- Barnacle Bill (1941) cu Wallace Beery
- The Bad Man (1941) cu Wallace Beery, Lionel Barrymore, Laraine Day, și Ronald Reagan
- Tarzan's New York Adventure (1942) cu Johnny Weissmuller și Maureen O'Sullivan
- White Cargo (1942) cu Hedy Lamarr as Tondelayo
- Above Suspicion (1943) cu Joan Crawford și Fred MacMurray
- Two Girls and a Sailor (1944) cu Van Johnson și June Allyson
- The Thin Man Goes Home (1945) cu William Powell și Myrna Loy
- Thrill of a Romance (1945) cu Esther Williams
- Her Highness and the Bellboy (1945) cu Hedy Lamarr și Robert Walker
- 1947 Fiesta cu Esther Williams și Ricardo Montalbán
- This Time for Keeps (1947) cu Esther Williams și Jimmy Durante
- On an Island with You (1948) cu Esther Williams, Peter Lawford, și Jimmy Durante
- A Date with Judy (1948) cu Wallace Beery, Jane Powell, și Elizabeth Taylor
- Malaya (1949) cu Spencer Tracy și James Stewart
- Big Jack (1949) cu Wallace Beery, Richard Conte, Marjorie Main, și Edward Arnold
- Challenge to Lassie (1949) cu Donald Crisp și Alan Napier

- 1950 Black Hand cu Gene Kelly
- 1950 Three Little Words cu Fred Astaire și Red Skelton
- 1951 Marele Caruso (The Great Caruso) cu Mario Lanza și Ann Blyth
- 1951 The Unknown Man cu Walter Pidgeon
- 1951 Valea răzbunării (Vengeance Valley) cu Burt Lancaster
- 1952 Carbine Williams cu James Stewart
- 1952 Ivanhoe cu Robert Taylor, Elizabeth Taylor, și Joan Fontaine
- 1952 The Prisoner of Zenda cu Stewart Granger, Deborah Kerr, și James Mason
- 1953 The Girl Who Had Everything cu Elizabeth Taylor, Fernando Lamas, și William Powell
- 1953 Cavalerii mesei rotunde (Knights of the Round Table) cu Robert Taylor și Ava Gardner
- 1953 All the Brothers Were Valiant cu Robert Taylor și Stewart Granger
- 1954 Athena cu Jane Powell și Debbie Reynolds
- 1954 Prințul student (The Student Prince), bazat pe opereta omonimă a compozitorului Sigmund Romberg, cu Ann Blyth, Edmund Purdom și vocea lui Mario Lanza.
- 1955 The Adventures of Quentin Durward cu Robert Taylor și Robert Morley
- 1957 Tip on a Dead Jockey  cu Robert Taylor și Dorothy Malone
- 1957 Ten Thousand Bedrooms cu Dean Martin (primul film al lui Martin fără Jerry Lewis)
- 1957 Jailhouse Rock cu Elvis Presley
- 1959 Killers of Kilimanjaro cu Robert Taylor și Anthony Newley
- 1959 The House of the Seven Hawks cu Robert Taylor

- 1961 The Honeymoon Machine cu Steve McQueen
- 1961 The Tartars cu Orson Welles
- 1962 The Horizontal Lieutenant cu Jim Hutton și Paula Prentiss
- 1963 Follow the Boys cu Paula Prentiss
- 1963 Veselie la Acapulco (Fun in Acapulco) cu Elvis Presley și Ursula Andress
- 1964 The Golden Head cu George Sanders și Buddy Hackett
- 1964 The Truth About Spring cu Hayley Mills
- 1965 That Funny Feeling cu Sandra Dee, Bobby Darin și Donald O'Connor
- 1967 The Last Challenge ()